# Cruz Victoria
La Cruz Victoria (Victoria Cross o VC) es la condecoración militar más alta al valor "frente al enemigo" de todas las condecoraciones británicas, que puede ser entregada a los  miembros de Fuerzas Armadas de los países pertenecientes a la Commonwealth (Mancomunidad de Naciones) — y anteriormente al personal militar del Imperio Británico. Puede ser concedida a militares de cualquier rango y en cualquier servicio, e incluso a civiles bajo mandato militar. La Cruz Victoria fue introducida en 1856 y ha sido entregada 1356 veces. A lo largo de sus más de 160 años de existencia el reparto de la VC en las Fuerzas Armadas ha sido de 832 medallas para el Ejército, 107 para la Marina y 31 para las Fuerzas Aéreas.
Solo se otorga por actos de extraordinario valor ante el enemigo y que conllevan un riesgo extremo de la propia vida. El material de bronce del que está hecha procede de los cañones capturados en Sebastopol, durante la Guerra de Crimea contra el Imperio Ruso (1853-1856), que aún pueden verse en la Torre de Londres de la capital británica.
Para que la medalla sea concedida, debe ser propuesta por testigos directos del acto heroico, que conozcan al protagonista y su gesta. Después se realiza una cuidadosa selección de los datos y detalles, tan estricta que solo un 10 % de los propuestos para la medalla son aceptados. Luego debe ser ratificado por el monarca.
En caso de un nuevo acto de valor, no se concede una nueva medalla, sino un pasador que se coloca en el centro de la cinta de la medalla anterior. Esto solo ha ocurrido tres veces en la historia de la concesión de la VC.
Aunque concedida a militares, también han sido galardonados cinco civiles bajo mando militar a lo largo de su historia.
En la actualidad, hay vivos menos de veinte galardonados con la Victoria Cross.
La condecoración es una cruz pattée, de bronce envejecido, de 1,375 pulgadas (35 mm) de ancho por 1,7 pulgadas (43 mm) de alto, que porta en su centro una corona imperial y en su  parte superior un león, símbolo del Imperio Británico y la inscripción FOR VALOUR (al valor). Esta era originalmente FOR BRAVERY (a la valentía), hasta que fue cambiada por recomendación de la Reina Victoria, su creadora, quien pensó que alguien podía erróneamente considerar que solo los premiados con la VC eran valientes en batalla. La condecoración, que incluye la cruz, la barra de suspensión de la cinta o pasador y el eslabón en forma de V al que se une el brazo superior de la cruz, pesa alrededor de 27 gramos. No ha sufrido ningún cambio desde su creación.
El nombre de los premiados, su rango, número y unidad están grabados en la parte trasera del pasador, y la fecha del acto heroico por el cual fue concedido en la parte trasera de la cruz.
La cinta es rojo carmesí, ("crimson red" en inglés),  de 1,5 pulgadas (38 mm) de ancho. La especificación original de 1856, para la concesión, indicaba que la cinta debería ser roja para las concedidas al Ejército y azul oscura para los de la Marina. Sin embargo la cinta azul oscuro fue suprimida con la formación de la Royal Air Force el 1 de abril de 1918, y los premiados  con la versión naval supervivientes, requirieron intercambiar sus cintas azules por las rojas.
Es una condecoración tan prestigiosa, que el rey Jorge V recomendó por escrito a su Gobierno, en 1920, que no pudiese ser nunca retirada fuesen cuales fuesen los actos posteriores a su concesión del premiado, y que incluso, aquellos premiados con la VC que fueran sentenciados a muerte, pudiesen tener el privilegio, dado el caso, de portarla orgullosamente hasta el patíbulo.
La primera vez que se otorgó la VC, en junio de 1857, fue a 62 soldados y oficiales que habían participado en la reciente Guerra de Crimea, a los cuales, la propia Reina Victoria, en una vistosa ceremonia en los jardines de Hyde Park de Londres, prendió personalmente en el pecho la preciada medalla.